# 정홍명
정홍명(鄭弘溟, 1582년 3월 7일 - 1650년 10월 2일)은 조선시대 중기의 문신, 정치인, 작가이다. 의정부좌의정 송강 정철의 넷째 아들로, 송익필, 성혼, 김장생의 문인이다. 본관은 연일이며 자는 자용(子容)이고 호는 기암(畸菴), 기옹(畸翁), 삼치(三癡), 시호 문정(文貞)이다. 
송강 정철의 넷째 아들로, 일찍이 부모를 모두 여의었으나 구봉 송익필과 우계 성혼의 문하에 출입하며 글과 학문을 수학하였고, 뒤에는 두 스승의 수제자인 사계 김장생의 문인이 되어 수학하였다. 저서로는 기암집, 기옹만필 등이 있다. 1616년(광해군 8년) 문과에 급제하였으나 북인의 견제를 받자 관직을 사퇴했다. 인조반정 이후 재출사하여 군수, 대사성 등을 역임했으나 정묘호란 이후 은거하였다. 병자호란 때는 의병을 조직하여 청나라군과 교전했고, 뒤이어 암양군수로 부임하였으나 1646년 은퇴하였다.
1628년(인조 6) 유효립에 난 진압을 도운 공로로 영사원종공신 1등(寧社原從功臣一等)에 책록되었다.
1628년(인조 5) 9월 17일에는 소무원종공신 1등(昭武元從功臣一等)에 책록되었다.
기암집 목판은 숙종 10년(1684)에 새긴 것으로 250매이다. 연대가 오래 되고 보존상태가 좋은 편이다. 현재 연일 정씨 문중에서 소장하고 있다. 1999년 7월 5일 전라남도의 유형문화재 제211호로 지정되었다.

## 가계
- 증조부: 정위(鄭潙)
  - 조부: 정유침(鄭惟沈)
    - 아버지: 정철
    - 어머니: 문화 류씨
      - 본인: 정홍명
        - 아들: 정이(鄭涖)

      - 형: 정기명(鄭振溟, ? - 1589년)
      - 형: 정종명(鄭宗溟)
      - 형: 정진명(鄭振溟)

## 저서
- 기암집
- 기옹만필

## 같이 보기
- 인조반정
- 정철
- 송익필
- 김장생
- 김집
- 김자점